# 송민고
송민고(宋民古, 1592년~?)는 조선의 화가이다. 진사에 급제하였으나 세상이 혼란하다고 하여 관직생활을 거부하그 은둔생활을 이어가며 「묵매도」, 「청록산수화」 등의 작품을 남겼다.